# 卵圆盾蕨
卵圆盾蕨（学名：Neolepisorus ovatus f. gracilis）为水龙骨科盾蕨属盾蕨下的一个变型。

## 扩展阅读
- 維基物種上的相關：卵圆盾蕨